# Agustín Magaldi
Agustín Magaldi Coviello (Rosario, 1 de dezembro de 1898 — Buenos Aires, 8 de setembro de 1938) foi um cantor e compositor argentino.

## Biografia
Filho do casal italiano Carmen Covielo e Carlos Magaldi. Desde muito jovem foi atraído pelo canto lírico, chegando a estudar no Conservatorio de Bellas Artes de sua cidade natal. Ainda em Rosário começa a cantar música criolla em  troupes circenses. Em  1924 se estabelece em Buenos Aires e começa a gravar discos; se torna muito popular cantando tangos ou música criolla em duo com Pedro Noda, com o qual comporia o conhecido tango El penado 14. Era conhecido como La voz sentimental de Buenos Aires e compõe juntamente com Carlos Gardel e Ignacio Corsini, a chamada trilogia máxima de intérpretes del tango. Sua atuação foi também destacada no rádio, fez um filme: Monte criollo. Seus restos mortais foram velados no Luna Park, na capital argentina.

## Composições de sucesso
- El penado 14
- Sonia
- Vagabundo
- Trapo viejo
- La que nunca tuvo novio
- Libertad
- Mañana…es mentira
- Mañana es domingo
- Levanta la frente
- Allá en el bajo
- No quiero verte llorar